# Gare d'Arzachena
La gare d'Arzachenas est une gare ferroviaire desservant la ville d'Arzachena en Sardaigne mise en service en 1932. Située sur la ligne Sassari - Tempio - Palau, elle ne sert qu'au fonctionnement du train touristique Trenino verde.